# C/1963 A1 Ikeya
C/1963 A1 (Ikeya) è stata una cometa non periodica visibile ad occhio nudo dal 12 al 24 febbraio 1963; il 24 febbraio 1963 era visibile ad occhio nudo anche una coda di 3° ed al binocolo di 12°. La sua orbita era retrograda.